# ニッキー・グリスト
ニコラス・"ニッキー"・マーク・グリスト（Nicholas "Nicky" Mark Grist, 1961年11月1日 - ）は、イギリスのコ・ドライバー。ウェールズ・ブライナイ・グエントのエブーベール出身、モンマスシャーのアバガヴェニー在住。

## 経歴
元々はプロゴルファーだったが、後にラリーにのめり込むようになる。
1997年から2002年、2005年～2007年までは、コリン・マクレーのコ・ドライバーを務めた。それ以前は、マルコム・ウィルソン、アルミン・シュヴァルツ、ユハ・カンクネンといったトップドライバーのコ・ドライバーも務めていた。
引退後は、ニッキー・グリスト・アカデミーを創設し、若いコ・ドライバーの養成に力を注いでいる。

## 人物
- モータースポーツ関連製品の会社「ニッキー・グリスト・モータースポーツ」を立ち上げた。
- ゲームソフト「コリン・マクレー・ラリー」シリーズにコ・ドライバーの音声役として参加している。